# Duilio Casula
Duilio Casula (Gesturi, 24 giugno 1916 – Cagliari, 27 maggio 2013) è stato un medico italiano per 12 anni rettore dell'Università degli Studi di Cagliari.

## Biografia
Laureato nel 1948, fu allievo del professor Mario Aresu. Ottenne il primo incarico nell'Università di Cagliari nel 1950. Nel 1963 fondò l'Istituto di Medicina del Lavoro, di cui divenne direttore.
Dal 1979 al 1991 fu rettore dell'ateneo cagliaritano. Nel 1988 fu fra i rettori firmatari della Magna Carta delle Università Europee. Nel 1990 Casula pose la prima pietra del policlinico universitario a Monserrato, che gli è stato intitolato nel 2014. È stato membro del Consiglio superiore di sanità.
Vicino a Bettino Craxi, è stato anche assessore e vicesindaco di Cagliari per il Partito Socialista.
Fu anche consigliere d'amministrazione dell'Unione Sportiva Cagliari, anche nella gloriosa stagione dello Scudetto guidata da Gigi Riva nel 1970.